# Jemen i olympiska sommarspelen 2020
Jemen deltog med fem deltagare, tre män och två kvinnor, vid de olympiska sommarspelen 2020 i Tokyo. Ingen av landets deltagare erövrade någon medalj.